# 李蓉
李蓉（1957年—），女，汉族，吉林双阳人，中华人民共和国政治人物，中国疾病预防控制中心12320全国公共卫生公益电话管理中心主任，中国国民党革命委员会中央委员会委员，第十一届全国政协委员。

## 生平
2008年，当选第十一届全国政协委员，代表中国国民党革命委员会，分入第三组。